# 크루즈 컨트롤
크루즈 컨트롤(Cruise control)은 자동차의 속도를 일정하게 유지하도록 하는 '정속 주행 장치' 혹은 '자동 속도 조절 장치'를 일컫는 용어이다. 크루즈 컨트롤을 이용하게 되면 속도계를 보지 않고도 제한 속도, 경제 속도에 맞추어 자동차를 운전할 수 있게 된다. 센서가 자동차의 속도를 측정하게 되고 거기에 맞추어 카뷰레터를 조절한다. 자동차가 오르막길을 달리게 되면 속도가 내려간다. 그러면 이 장치(카뷰레터)가 엔진에 공급하는 연료의 양을 늘이고 반대로 내리막길을 주행하는 등 속도가 너무 올라가게 되면 연료를 줄이는 방식이다. 센서 역할을 하는 것은 구동축 위에 설치한 전자석인데 이것이 속도에 따라서 적절한 전기신호를 생성해 낸다. 기화기는 모터로 조작되며, 항상 최적의 상태를 유지해야하기 때문에 컴퓨터의 '두뇌'라고 할 수 있는 마이크로 프로세서를 이용해 제어하고 있다. 마이크로 프로세서는 쉬지 않고 센서의 신호를 점검하여서 모터에 제어 신호를 보낸다. 마이크로프로세서는 속도 조절뿐만 아니라 다른 일도 한다. 이것은 크루즈 컨트롤을 이용함으로써 발생하는 이점의 하나인 경제적 이익 발생과 연결지을 수 있다. 마이크로프로세서는 자동차의 속도와, 연료의 양을 직접 '알고있기'때문에 평균 속도와 주행거리와 연료 소비량을 계산하여 표시하는 것이 가능할 뿐만 아니라, 연료 소비 효율이 좋아지도록 엔진을 제어 할 수도 있으며, 정속으로 주행하기 때문에 급발진에 의한 연료 소비를 막을 수 있으므로 자연스레 연비의 효율성이 높아진다.

## 같이 보기
- 어댑티브 크루즈 컨트롤